# Rattus verecundus
Rattus verecundus é uma espécie de roedor da família Muridae.
Pode ser encontrada nos seguintes países: Indonésia (Nova Guiné Ocidental) e Papua-Nova Guiné.